# Casa Yxart (Tarragona)
La Casa Yxart és una obra de Tarragona inclosa a l'Inventari del Patrimoni Arquitectònic de Catalunya.

## Descripció
El projecte ideat per Nadal, Bonet i Puigdefàbregas consistia en tres blocs d'habitatges de planta quadrada i de diferents alçades. Aquesta morfologia donaria un caràcter específic a la silueta de Tarragona.
Al final varen alçar-se només dos blocs amb un mateix accés pel passeig de Sant Antoni. La planta també era diferent; el bloc més alt se situava a l'oest i tenia dos habitatges per planta un pati interior al costat nord. L'altre bloc, per la seva banda, es conforma a partir de quatre habitatges i s'orienta al sud; el seu pati interior es troba al centre.

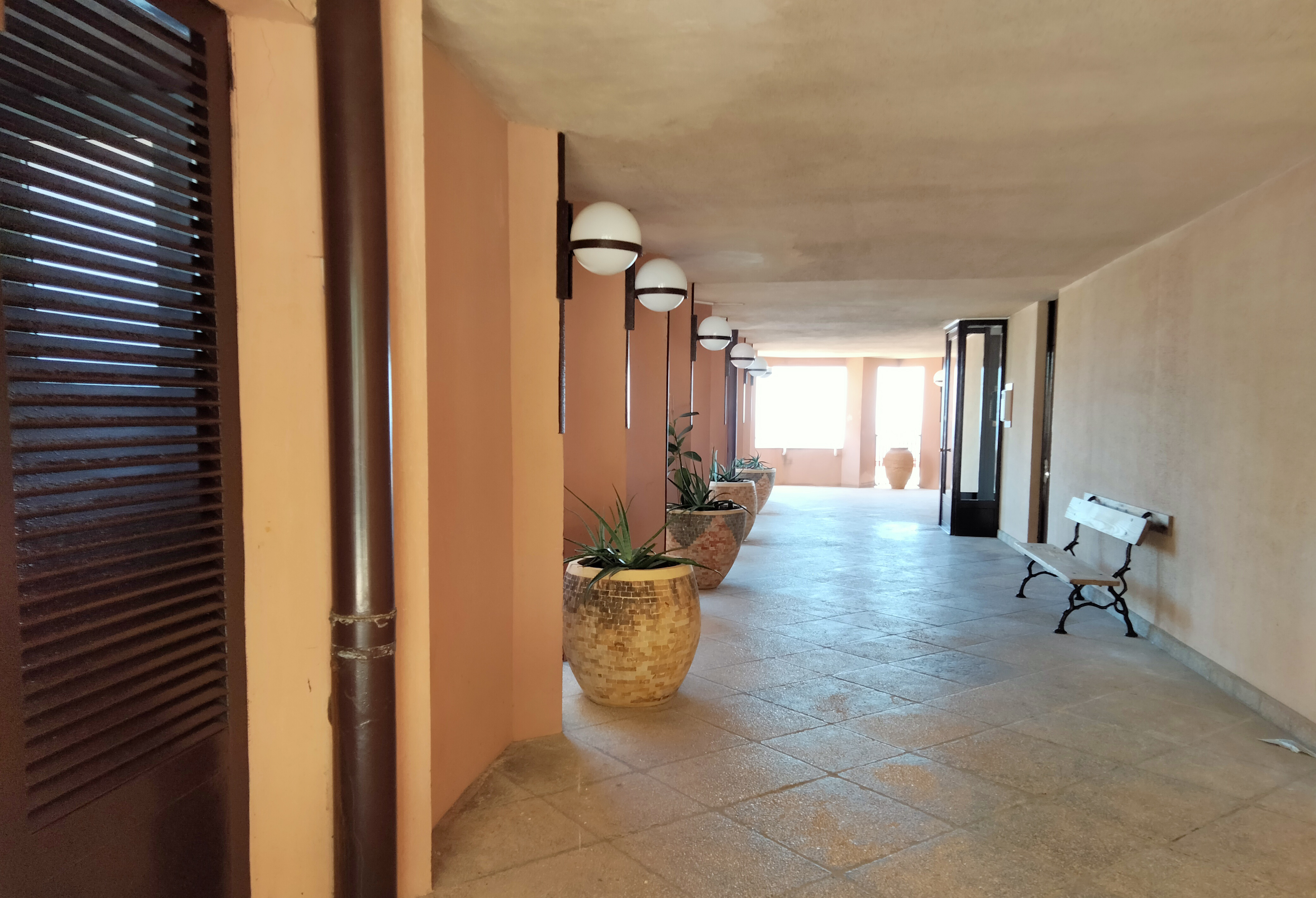
Vestíbul

Aquest edifici és un exemple de com l'arquitectura crea espai públic i noves circulacions urbanes. S'ha pogut mantenir l'harmonia gràcies a la regularitat tipològica de les edificacions que s'ha construït als voltants.

## Història
El disseny de plantes de l'arquitecte Lluís Nadal han esdevingut de gran interès tant per la composició com per la complexa i innovadora relació entre els espais servits i servidors així com per la riquesa dels espais interiors configurats a partir de l'economia de mitjans.